# Diospyros heterotricha
Diospyros heterotricha är en tvåhjärtbladig växtart som först beskrevs av Friedrich Welwitsch och William Philip Hiern, och fick sitt nu gällande namn av Frank White. Diospyros heterotricha ingår i släktet Diospyros och familjen Ebenaceae. Inga underarter finns listade i Catalogue of Life.